# You+Me
You+Me è un progetto musicale folk formato come supergruppo dal duo composto dal cantautore canadese Dallas Green (City and Colour, Alexisonfire) e dalla cantautrice statunitense Alecia Moore, meglio conosciuta come Pink (o P!nk).
Il loro primo album in studio dal titolo Rose ave. è stato pubblicato il 14 ottobre 2014 da RCA Records. Il singolo promozionale You and Me è stato diffuso alcune settimane prima del disco.

## Formazione
- Dallas Green
- Alecia Moore

## Discografia

### Album in studio
- 2014 - Rose ave.

### Singoli
- 2014 - You and Me
- 2014 - Break the Cycle
- 2014 - Capsized